# Heteropsammia eupsammides
Heteropsammia eupsammides är en korallart som först beskrevs av Gray 1849.  Heteropsammia eupsammides ingår i släktet Heteropsammia och familjen Dendrophylliidae. IUCN kategoriserar arten globalt som nära hotad. Inga underarter finns listade i Catalogue of Life.